# 步兵第117聯隊
歩兵第117聯隊（日语：ほへいだい117れんたい、歩兵第百十七聯隊）為大日本帝國陸軍步兵聯隊之一。

## 沿革
- 1937年（昭和12年）8月30日 - 拝受軍旗、直接派往中國華北山西省南部地區擔任警備任務。
- 1940年（昭和15年）

6月 - 歸還、復員。
9月27日 - 再拝受軍旗，派往中國满洲地区北部國境擔任警備任務。
- 1945年（昭和20年）

3月 - 準備本土決戰，派往日本北九州福岡一帯擔任沿岸防御任務。
8月 - 終戰。

## 歷任聯隊長
| 任 | 姓名       | 在任期間    | 備考 |
| -- | ---------- | ----------- | ---- |
| 1  | 柏﨑延二郎 | 1937.9.1 -  |      |
| 2  | 高樹嘉一   | 1938.7.15 - |      |
| 3  | 杉浦英吉   | 1939.1.31 - |      |
| 4  | 高木隆三郎 | 1940.3.9 -  |      |
| 末 | 田中全     | 1943.8.2 -  |      |